# Feldioara (gmina Ucea)
Feldioara – wieś w Rumunii, w okręgu Braszów, w gminie Ucea. W 2011 roku liczyła 260 mieszkańców.